# Bernhard Engelke (Musikwissenschaftler)
Bernhard Engelke (* 2. September 1884 in Braunschweig; † 16. Mai 1950 in Kirchbarkau) war ein deutscher Musikwissenschaftler und Hochschullehrer.

## Leben und Wirken
Nach seiner Reifeprüfung am Realgymnasium in Magdeburg studierte Bernhard Engelke Musikwissenschaft, Germanistik und Neuere Sprachen an den Universitäten Leipzig und Halle sowie an der Musikhochschule Berlin und promovierte 1908 an der Universität Leipzig über den Komponisten Johann Friedrich Fasch. Seine akademischen Lehrer waren vor allem Hermann Abert und Hugo Riemann. Außerdem absolvierte er das Examen als Musiklehrer an höheren Lehranstalten. Im Schuldienst war Engelke von 1912 bis 1914 und von 1918 bis 1925 an Gymnasien in Magdeburg tätig. Außerdem leitete er den Domchor in Magdeburg und war Musikkritiker bei der Magdeburger Zeitung. Im Jahre 1925 wechselte er als Musiklehrer an ein Gymnasium in Kiel. 1927 habilitierte er sich an der Christian-Albrechts-Universität zu Kiel über den Komponisten und Kirchenmusiker Friedrich Weißensee und lehrte neben dem Schuldienst als Privatdozent für Musikwissenschaft an der Universität Kiel. Zum 1. Mai 1933 trat er der NSDAP bei (Mitgliedsnummer 2.731.609).
Engelke gab außerdem verschiedene Notentexte heraus und wirkte an Schulbüchern für den Musikunterricht mit.

## Schriften
- Johann Friedrich Fasch. Sein Leben und seine Tätigkeit als Vokalkomponist. Dissertation Universität Leipzig 1908.
- Johann Friedrich Fasch. Versuch einer Biographie. In: Sammelbände der Internationalen Musikgesellschaft (e.V.). Bd. 10 (1909), S. 263–283.
- Neues zur Geschichte der Berliner Liederschule. In: Carl Mennicke (Hrsg.): Riemann-Festschrift. Gesammelte Studien. Hugo Riemann zum sechzigsten Geburtstage überreicht von Freunden und Schülern. Hesse, Leipzig 1909, S. 456–471.
- Johann Scheibe. Ein Magdeburger Tonkünstler des 17. Jahrhunderts. In: Geschichtsblätter für Stadt und Land Magdeburg, Bd. 47 (1912), S. 80–91.
- Malachias Siebenhaar. In: Geschichtsblätter für Stadt und Land Magdeburg, Bd. 48 (1913), S. 91–107.
- Geschichte der Musik im Dom von den ältesten Zeiten bis 1631. In: Ebd., S. 264–291.
- Praecepta musicae. In: Geschichtsblätter für Stadt und Land Magdeburg, Bd. 49 (1914), S. 213–250.
- Die Rudolstädter Hofkapelle unter Lyra und Joh. Graf. In: Archiv für Musikwissenschaft, Bd. 1 (1918), S. 594–606.
- (Übers.): André Pirro / Bach. Sein Leben und seine Werke. Deutsche Verlags-Anstalt, Stuttgart 1924.
- Bartholomäus Stockmann, ein Flensburger Musiker des 16. Jahrhunderts. In: Nordelbingen, Bd. 5 (1926), S. 568–583.
- Gerstenberg und die Musik seiner Zeit. In: Zeitschrift der Gesellschaft für Schleswig-Holsteinische Geschichte, Bd. 56 (1926), S. 417–448.
- Friedrich Weissensee und sein "Opus Melicum". Eine Untersuchung üder die Grundsätze der deutschen Motette um 1600. Habilitationsschrift Universität Kiel 1927.
- Musik und Musiker am Gottorfer Hofe. Bd. 1: Die Zeit der englischen Komödianten (1590–1627) (= Veröffentlichungen der Schleswig-Holsteinischen Universitätsgesellschaft, Bd. 15,1). Hirt, Breslau 1930.
- Christian Dulaeus. In: Zeitschrift der Gesellschaft für Schleswig-Holsteinische Geschichte, Bd. 59 (1930), S. 476–483.
- C. F. Cramer und die Musik seiner Zeit. In: Nordelbingen, Bd. 8 (1930/31), S. 334–367.